# Saxifrage à deux fleurs
Saxifraga biflora
Espèce
La Saxifrage à deux fleurs (Saxifraga biflora) est une espèce de plantes de la famille des Saxifragacées.